# Acalolepta sobria
Acalolepta sobria es una especie de escarabajo longicornio del género Acalolepta, tribu Monochamini, subfamilia Lamiinae. Fue descrita científicamente por Pascoe en 1858.
Se distribuye por China e Indonesia. Mide aproximadamente 13 milímetros de longitud.